# 2022年
2022年（2022 ねん）は、西暦（グレゴリオ暦）による、土曜日から始まる平年。令和4年。
この項目では、国際的な視点に基づいた2022年について記載する。

## 他の紀年法
- 干支：壬寅（みずのえ とら）
- 日本（月日は一致）
  - 令和4年
  - 皇紀2682年
- 大韓民国（月日は一致）
  - 檀紀4355年
- 中華民国（月日は一致）
  - 中華民国111年
- 朝鮮民主主義人民共和国（月日は一致）
  - 主体111年
- イギリス
  - 英国元号：70 Eliz. 2 - 1 Cha. 3
- 仏滅紀元：2564年閏9月13日 - 2565年10月10日
- イスラム暦：1443年5月27日 - 1444年6月7日
- ユダヤ暦：5782年4月28日 - 5783年4月7日
- Unix Time：1640995200 - 1672531199
- ローマ建国紀元：2775年
- 修正ユリウス日(MJD)：59580 - 59944
- リリウス日(LD)：160421 - 160785

## カレンダー
| 1月 |    |    |    |    |    |    |
| 日  | 月 | 火 | 水 | 木 | 金 | 土 |
|     |    |    |    |    |    | 1  |
| 2   | 3  | 4  | 5  | 6  | 7  | 8  |
| 9   | 10 | 11 | 12 | 13 | 14 | 15 |
| 16  | 17 | 18 | 19 | 20 | 21 | 22 |
| 23  | 24 | 25 | 26 | 27 | 28 | 29 |
| 30  | 31 |    |    |    |    |    |
|     |    |    |    |    |    |    |

| 2月 |    |    |    |    |    |    |
| 日  | 月 | 火 | 水 | 木 | 金 | 土 |
|     |    | 1  | 2  | 3  | 4  | 5  |
| 6   | 7  | 8  | 9  | 10 | 11 | 12 |
| 13  | 14 | 15 | 16 | 17 | 18 | 19 |
| 20  | 21 | 22 | 23 | 24 | 25 | 26 |
| 27  | 28 |    |    |    |    |    |
|     |    |    |    |    |    |    |

| 3月 |    |    |    |    |    |    |
| 日  | 月 | 火 | 水 | 木 | 金 | 土 |
|     |    | 1  | 2  | 3  | 4  | 5  |
| 6   | 7  | 8  | 9  | 10 | 11 | 12 |
| 13  | 14 | 15 | 16 | 17 | 18 | 19 |
| 20  | 21 | 22 | 23 | 24 | 25 | 26 |
| 27  | 28 | 29 | 30 | 31 |    |    |
|     |    |    |    |    |    |    |

| 4月 |    |    |    |    |    |    |
| 日  | 月 | 火 | 水 | 木 | 金 | 土 |
|     |    |    |    |    | 1  | 2  |
| 3   | 4  | 5  | 6  | 7  | 8  | 9  |
| 10  | 11 | 12 | 13 | 14 | 15 | 16 |
| 17  | 18 | 19 | 20 | 21 | 22 | 23 |
| 24  | 25 | 26 | 27 | 28 | 29 | 30 |
|     |    |    |    |    |    |    |

| 5月 |    |    |    |    |    |    |
| 日  | 月 | 火 | 水 | 木 | 金 | 土 |
| 1   | 2  | 3  | 4  | 5  | 6  | 7  |
| 8   | 9  | 10 | 11 | 12 | 13 | 14 |
| 15  | 16 | 17 | 18 | 19 | 20 | 21 |
| 22  | 23 | 24 | 25 | 26 | 27 | 28 |
| 29  | 30 | 31 |    |    |    |    |
|     |    |    |    |    |    |    |

| 6月 |    |    |    |    |    |    |
| 日  | 月 | 火 | 水 | 木 | 金 | 土 |
|     |    |    | 1  | 2  | 3  | 4  |
| 5   | 6  | 7  | 8  | 9  | 10 | 11 |
| 12  | 13 | 14 | 15 | 16 | 17 | 18 |
| 19  | 20 | 21 | 22 | 23 | 24 | 25 |
| 26  | 27 | 28 | 29 | 30 |    |    |
|     |    |    |    |    |    |    |

| 7月 |    |    |    |    |    |    |
| 日  | 月 | 火 | 水 | 木 | 金 | 土 |
|     |    |    |    |    | 1  | 2  |
| 3   | 4  | 5  | 6  | 7  | 8  | 9  |
| 10  | 11 | 12 | 13 | 14 | 15 | 16 |
| 17  | 18 | 19 | 20 | 21 | 22 | 23 |
| 24  | 25 | 26 | 27 | 28 | 29 | 30 |
| 31  |    |    |    |    |    |    |
|     |    |    |    |    |    |    |

| 8月 |    |    |    |    |    |    |
| 日  | 月 | 火 | 水 | 木 | 金 | 土 |
|     | 1  | 2  | 3  | 4  | 5  | 6  |
| 7   | 8  | 9  | 10 | 11 | 12 | 13 |
| 14  | 15 | 16 | 17 | 18 | 19 | 20 |
| 21  | 22 | 23 | 24 | 25 | 26 | 27 |
| 28  | 29 | 30 | 31 |    |    |    |
|     |    |    |    |    |    |    |

| 9月 |    |    |    |    |    |    |
| 日  | 月 | 火 | 水 | 木 | 金 | 土 |
|     |    |    |    | 1  | 2  | 3  |
| 4   | 5  | 6  | 7  | 8  | 9  | 10 |
| 11  | 12 | 13 | 14 | 15 | 16 | 17 |
| 18  | 19 | 20 | 21 | 22 | 23 | 24 |
| 25  | 26 | 27 | 28 | 29 | 30 |    |
|     |    |    |    |    |    |    |

| 10月 |    |    |    |    |    |    |
| 日   | 月 | 火 | 水 | 木 | 金 | 土 |
|      |    |    |    |    |    | 1  |
| 2    | 3  | 4  | 5  | 6  | 7  | 8  |
| 9    | 10 | 11 | 12 | 13 | 14 | 15 |
| 16   | 17 | 18 | 19 | 20 | 21 | 22 |
| 23   | 24 | 25 | 26 | 27 | 28 | 29 |
| 30   | 31 |    |    |    |    |    |
|      |    |    |    |    |    |    |

| 11月 |    |    |    |    |    |    |
| 日   | 月 | 火 | 水 | 木 | 金 | 土 |
|      |    | 1  | 2  | 3  | 4  | 5  |
| 6    | 7  | 8  | 9  | 10 | 11 | 12 |
| 13   | 14 | 15 | 16 | 17 | 18 | 19 |
| 20   | 21 | 22 | 23 | 24 | 25 | 26 |
| 27   | 28 | 29 | 30 |    |    |    |
|      |    |    |    |    |    |    |

| 12月 |    |    |    |    |    |    |
| 日   | 月 | 火 | 水 | 木 | 金 | 土 |
|      |    |    |    | 1  | 2  | 3  |
| 4    | 5  | 6  | 7  | 8  | 9  | 10 |
| 11   | 12 | 13 | 14 | 15 | 16 | 17 |
| 18   | 19 | 20 | 21 | 22 | 23 | 24 |
| 25   | 26 | 27 | 28 | 29 | 30 | 31 |
|      |    |    |    |    |    |    |

## できごと

### 主なできごと（通年）
- ロシアがウクライナに侵攻した[1] - ウラジーミル・プーチンが最高指揮官を務めるロシア軍が"特別軍事作戦"の名目で2月24日にウクライナに軍事侵攻を開始した[1]。ロシア軍はウクライナ北部から侵攻し、ロシア側の当初の計画では電撃戦を行い首都キーウを数日ほどで制圧し、首脳を拘束するか亡命させておいて傀儡政権を樹立しウクライナを支配する計画だったが、警戒を強めていたウクライナ側が事前に軍用機を移動させたり首都キーウへ向かう道路上の橋を破壊してロシア軍の進軍を阻止するなど的確な対応を行い首都キーウを守ることに成功し、ウクライナのゼレンスキー大統領はキーウに踏みとどまり指揮をとりつづけ、「私はここにいる。閣僚の皆もここにいる」との力強いメッセージを動画でウクライナ国民に向けて発信。これを見てウクライナ国民が奮い立ち、一般市民も含めて一致団結し、ロシア軍に抵抗した。電撃戦に失敗したロシア軍はキーウ周囲から撤退し、代わりにウクライナ東部のドンバス地域への攻撃を強化し、侵攻が長期化。ウクライナで18歳から60歳の男性が徴兵されウクライナ軍に入隊する一方、女性や子供では自宅を離れてウクライナ国内の西側など比較的安全な場所に避難するかあるいはヨーロッパ諸国などへ避難するかの選択を迫られる人が多く、2022年5月時点でウクライナ難民の人数は700万人に迫る状況で、欧州各国の政府や国民はウクライナ国民に共感、同情し難民を受け入れ人道援助に努めたものの、難民の人数があまりに多く、受け入れ能力を超えてしまい苦しむ国も多かった（2022年ウクライナ難民危機）。米国、カナダ、英国、EU、日本、韓国、豪州、ニュージーランドなどがロシアに対する経済制裁を科し、ロシアも報復的な措置をとった。侵攻および関連する事象により世界的に景気が後退するとの予測が出るようになった。
- エリザベス女王が死去 - 英国史上最長の70年7ヶ月にわたり君主を務め、存命の君主としては世界最高齢となっていたエリザベス女王が9月8日、静養先のスコットランド・バルモラル城において96歳で死去。その葬儀に約200カ国・地域の代表、国家元首や王族を含む約2000人が参列し、各国のマスコミでライブ放送も行われ特集番組も組まれた。
- 韓国ソウル梨泰院雑踏事故 - 10月29日のハロウィンの夜、韓国の首都ソウルの繁華街梨泰院が10万人を超える人々で大混雑し狭い道で群衆雪崩が発生した。158人が死亡、事故生還後12月13日に自殺した1人も含めると159人が死亡、という大惨事になり、ニュースが世界を駆け巡った。
- 世界の新型コロナ感染者数が6億人超 - 米ジョンズ・ホプキンス大の集計によると、4月に累計感染者数が5億人を超え、それから約4ヶ月後の８月26日までに1億人増加し、累計感染者数が6億人を超えた[2]。
- 原油価格の急激な変動 - 2月、ロシアによるウクライナ侵略を受けて原油価格の主要な国際指標が急騰し、テキサス産軽質油(WTI）の先物価格は2月24日、1 バレル＝100ドルを上回り、3月には一時、130ドル台に達した。だが世界的な景気後退で需要が減少するとの観測が増えていったことで6月以降は逆に下落傾向となり、12月のWTIはほぼ70ドル台で推移し、一時は1年ぶりの安値となる水準まで下落した[2]。
- 習近平が3期目政権を発足させた - 10月23日に北京で第20期中央委員会第1回総会が開かれ、異例の3期目政権が発足した。習近平は最高指導部の政治局常務委員7人を側近でほぼ固め、距離のある幹部は徹底排除し、核戦力を意味する「戦略抑止力」の増強を掲げ、改正した党規約に「『台湾独立』に断固反対し、食い止める」と盛り込んだ[2]。
- イーロン・マスクがツイッター社を買収した -  マスクは"言論の自由"をかかげツイッター社を440億ドルで買収し、直後に約7500人の従業員の約3分の2を解雇してしまい、ツイッターのページが正常に機能しないとの問い合わせも相次いだ。マスクは"言論の自由"の名目で、問題発言などが原因で永久停止されていたトランプ前米大統領のアカウントを復活させ、新型コロナウイルスの誤情報の投稿規制を廃止、つまりフェイクニュースの掲載まで認めたため、混乱が広がっていった[2]。（マスクの一連の行動が、2024年アメリカ合衆国大統領選挙でのドナルド・トランプの当選やマスク自身がトランプ政権で重要な位置を占めることに繋がってゆくことになる）

### 1月
- 1月1日
  - 地域的包括的経済連携（RCEP）協定が発効。日本、中国、オーストラリアなど10カ国で開始[3]。
  - インドネシアのエネルギー・鉱物資源省が石炭の輸出を31日までの1カ月間禁止すると発表[4]。
  - アメリカ合衆国・ニューヨーク州・ニューヨーク市の市長に民主党で元警察官のエリック・アダムズ（英語版）が就任[5]。
- 1月3日 - 核兵器を保有するアメリカ・ロシア・イギリス・フランス・中国の5カ国が、「核戦争に勝者はいない。核戦争を絶対に始めてはならない」とする共同声明を発表[6]。
- 1月5日
  - 北朝鮮から弾道ミサイルと見られる飛翔体が発射された。[7]。日本の防衛省は、落下地点を日本海沖の排他的経済水域（EEZ）外と推定している[8]。アメリカインド太平洋軍は、同日発射された飛翔体を弾道ミサイルとの認識を示した上で、「同盟・友好国と緊密に協議している」と発表した[9]
  - 液化石油ガス（LPG）の価格高騰に伴いカザフスタンで全土規模の抗議運動が発生する中、同国内務省は約200人を拘束し、警察官95人が負傷したと発表。また、アスカル・マミン（英語版）内閣は同日総辞職し、大統領のカシムジョマルト・トカエフは第1副首相のアリハン・スマイロフを首相代行に任命[10][11]。
- 1月6日 - 集団安全保障条約機構（CSTO）は、カザフスタン大統領のカシムジョマルト・トカエフの要請に基づき集団的平和維持軍の派遣を発表[12]。
- 1月7日
  - 新型コロナウイルス感染症関連: ジョンズ・ホプキンズ大学の集計によると、新型コロナウイルス（COVID-19）の感染者が世界全体で3億人を超える。国別ではアメリカ（約5849万人）、インド（約3523万人）、ブラジル（約2233万人）と続く。オミクロン株などの変異株が猛威を振るっており、1月2日までの1週間あたりの新規感染者数は952万人に達し、前週比で71％増加し、過去最多となった[13]。
  - エチオピアティグレ州の難民キャンプが空爆の攻撃を受け、子供を含む56人が死亡し、30人が負傷した。ティグレ人民解放戦線（TPLF）は、政府軍による攻撃と主張している[14]。
- 1月10日 - ロシア・ウクライナ危機関連: スイスのジュネーヴで、米国とロシアの政府高官らがウクライナ国境付近に集結するロシア軍についての会談を行い、米国はロシアのウクライナ侵攻を牽制したが、ロシア側は"ウクライナに侵攻する意図はない"と発言した[15]。
- 1月11日 - 北朝鮮から弾道ミサイルの可能性があるものが発射された[16]。岸信夫防衛大臣は、飛翔の落下地点は日本の排他的経済水域 (EEZ) 外と推定している[17]。
- 1月14日 - 北朝鮮が午後2時50分頃に同国北西部から弾道ミサイルを少なくとも1発を東の方向に発射した。[18][19]。

気象衛星GOES17号が捉えたフンガ・トンガ＝フンガ・ハアパイ火山の噴火（1月15日撮影）

- 1月15日 - トンガのフンガ・トンガで大規模な噴火。トンガのフンガ・トンガ＝フンガ・ハアパイ火山でVEI(火山爆発指数)5-6の大規模な噴火が発生し、噴煙は高度50km以上の中間圏まで到達、直径300km以上の範囲に広がった。サモアやバヌアツなど太平洋沿岸の各国で津波が観測され、警報が出された[20][21]。
- 1月18日
  - インドネシアの国会が首都をジャカルタから移転させる法案を可決させ、新首都の名称を「ヌサンタラ」に決定したと発表した[22]。
- 1月19日 - バルバドスで共和制移行後初となる下院選挙が行われ、与党バルバドス労働党（英語版）が前回選挙に引き続き全議席を獲得し圧勝[23]。

- 1月23日

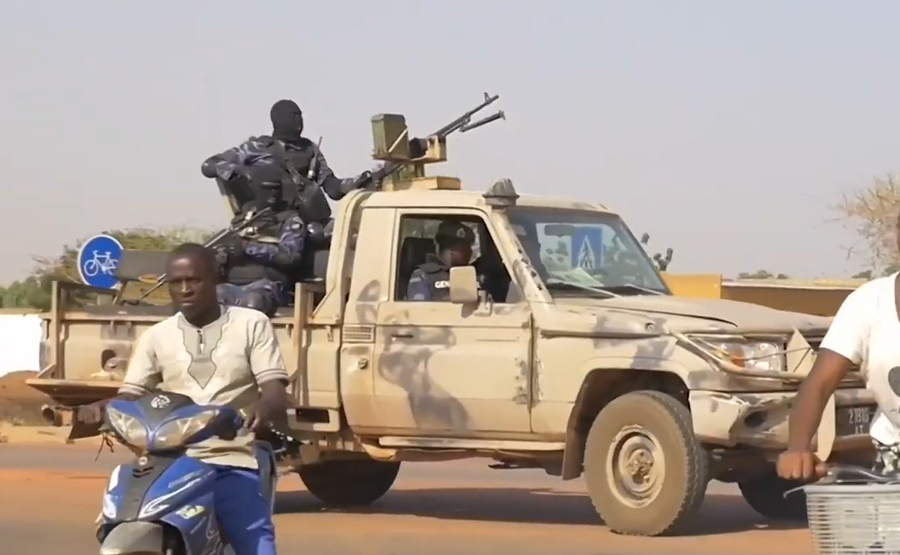
ブルキナファソの首都ワガドゥグーをパトロールする国軍兵士（1月25日撮影）

  - モーリシャス沖で発生したトロピカル・ストーム「アナ」がマダガスカルに上陸し、マラウイ、モザンビークなどの周辺国あわせて80人以上の死者を出す[24]。
  - ブルキナファソで国軍兵士らが蜂起し、台頭するイスラム系武装組織に対抗するため政府に軍備増強と軍上層部の解任を要求。翌24日、国軍兵士らは首都ワガドゥグーを制圧し、国営テレビの生放送で憲法の停止、政府と議会の解散、そして権力の掌握を宣言[25][26]。
- 1月24日 - イタリア共和国大統領選挙（英語版）1回目投票が行われる[27]。
- 1月27日 - 新型コロナウイルス感染症関連: 新型コロナウイルスワクチンの総接種回数が世界全体で100億回を超える[28]。
- 1月29日 - イタリア共和国大統領選挙7回目投票が行われるも必要得票数を得た候補が現れず、各党の協議の下、退任を表明していた現職のセルジョ・マッタレッラが再選[29]。
- 1月30日 - ポルトガル議会選挙（英語版）が行われ、与党社会党が事前の予想を覆し過半数を獲得[30]。

### 2月
- 2月3日 - イスラーム過激派組織ISILの指導者であるアブイブラヒム・ハシミがアメリカ軍の急襲により死亡[31]。
- 2月4日 - 20日 - 中国・北京にて第24回冬季オリンピック（北京オリンピック）開催[32]。
- 2月4日 - モンテネグロ首相のズドラヴコ・クリヴォカピッチに対する内閣不信任決議案の採決が行われ、賛成43票、反対11票、棄権・欠席81票で可決[33]。
- 2月5日 - ココス諸島沖で発生したインテンス・トロピカル・サイクロン「バチライ」がマダガスカルに上陸し、モーリシャス、フランス領レユニオンなどの周辺国あわせて123人の死者を出す[34]。
- 2月6日
  - イギリスのエリザベス2世が在位70年（プラチナジュビリー）を迎える。
  - コスタリカ大統領選挙1回目投票・立法議会選挙が行われ、元職のホセ＝マリア・フィゲーレス（英語版）と前財務大臣のロドリゴ・チャベス・ロブレスが2回目投票に進む[35][36]。
- 2月8日 - 新型コロナウイルス感染症関連: ジョンズ・ホプキンズ大学の集計によると、新型コロナウイルス（COVID-19）の感染者が世界全体で4億人を超える。感染力の強いオミクロン株の猛威により、わずか1カ月ほどで1億人増加した[37]。
- 2月11日 - ロシア・ウクライナ危機関連:日本の外務省は、ロシアによるウクライナ周辺での軍事的動きを受けて、ウクライナ全土で日本人に退避勧告（レベル4）を出した[38]。
- 2月13日 - ドイツ連邦大統領選挙が行われ、現職のフランク＝ヴァルター・シュタインマイアーが再選[39]。
- 2月21日 - ロシア・ウクライナ危機関連: ロシア大統領のウラジーミル・プーチンがウクライナ東部の親ロシア派による支配地域「ドネツク人民共和国」と「ルガンスク人民共和国」を独立国家として承認。ロシア国防省へウクライナ東部へのロシア軍派遣を指示[40]。これを受けて、アメリカは同日中にドイツ・フランスと共にロシアへの対応策を擦り合わせ、経済制裁を発動[41]。

- 2月24日 - ロシアのウクライナ侵攻関連: ロシアがウクライナへの侵攻を開始[42]。これを受けて、ウクライナ大統領のウォロディミル・ゼレンスキーはロシアとの国交断絶を発表し[43]、ウクライナ全土に戒厳令ならび総動員令を発令[44][45]。
- 2月26日 - ロシアのウクライナ侵攻関連: 欧米各国は決済ネットワークシステム「SWIFT」からロシアの特定の銀行を除外することで合意[46]。
- 2月27日
  - ロシアのウクライナ侵攻関連: ウクライナ大統領のウォロディミル・ゼレンスキーは、ロシアとの前提条件なしの停戦交渉を、翌28日にベラルーシ国境のプリピャチ川地域で行うことで合意したと発表[47][48][49]。一方、ロシア側は交渉はベラルーシ南東部ホメリ州で行うと述べた[50][51]。
  - ロシアのウクライナ侵攻関連: 国際連合安全保障理事会において、国際連合緊急特別総会の開催を求める決議案が賛成多数で採択（国際連合安全保障理事会決議2623）。国際連合安全保障理事会の要請により国際連合緊急特別総会が開かれるのは40年ぶり[52]。

### 3月

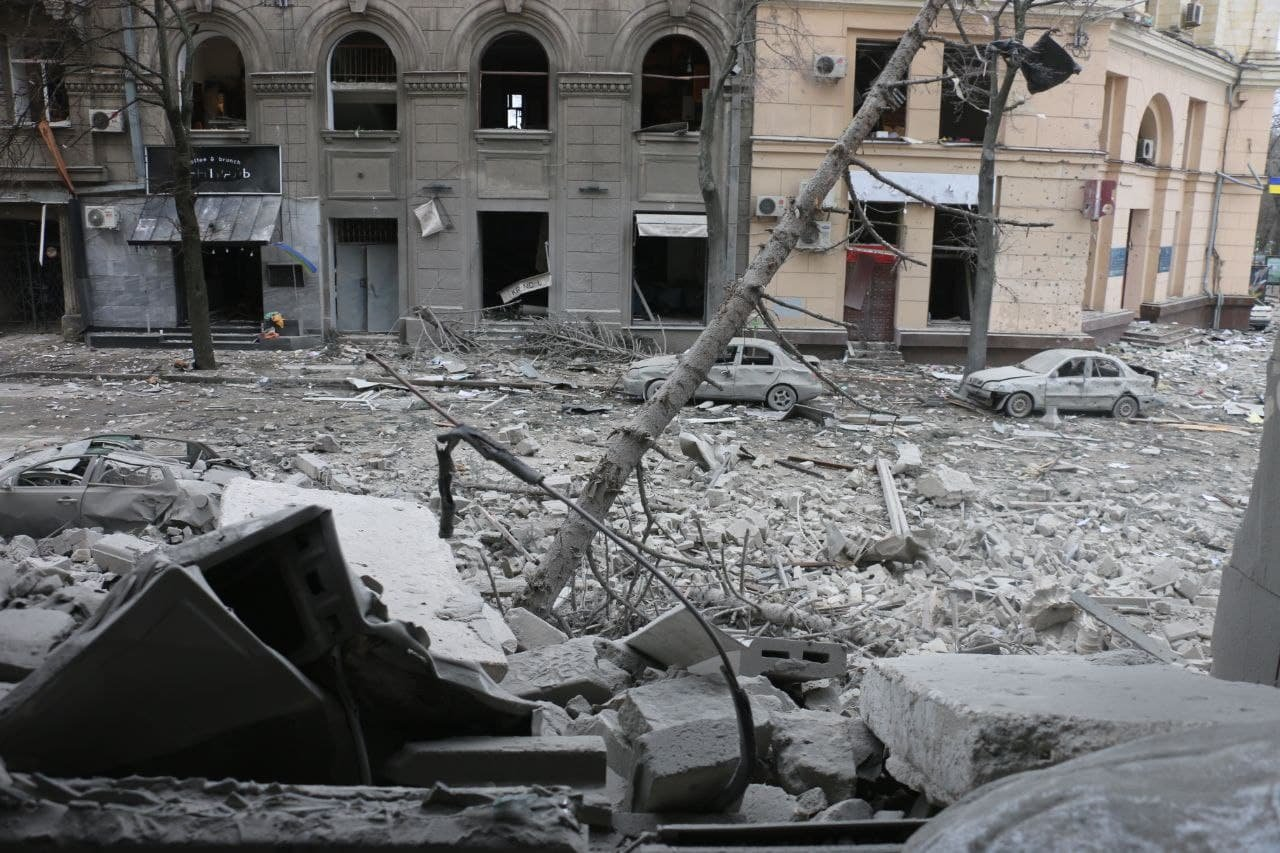
ロシアの攻撃によるウクライナ・ハルキウ中心部の被害（3月1日撮影）

- 3月2日 - ロシアのウクライナ侵攻関連: 第11回国際連合緊急特別総会が開催され、ロシアを非難し軍の即時撤退などを求める決議案が賛成多数で採択[53]。
- 3月4日 - 13日 - 中国・北京にて第13回冬季パラリンピック（北京パラリンピック）開催。
- 3月9日 - 2022年大韓民国大統領選挙が行われ、保守系の最大野党・国民の力の尹錫悦が当選（5月10日就任）[54]。5年ぶりに政権交代を果たす。
- 3月10日 - ハンガリー大統領選挙が行われ、前家族政策担当大臣のノヴァーク・カタリンが当選（5月10日就任）[55][56]。女性の就任は同国初。
- 3月11日 - チリ大統領にガブリエル・ボリッチが就任[57]。36歳での就任は同国最年少。
- 3月12日 - 2022年トルクメニスタン大統領選挙が行われ、現職のグルバングル・ベルディムハメドフの息子であるセルダル・ベルディムハメドフが当選（同月19日就任）[58]。
- 3月16日 - 日本・福島県沖でM7.4の地震が発生、5万棟以上の住宅が被害を受け、新幹線も脱線した。（福島県沖地震 (2022年)）
- 3月18日 - 3月20日 - セルビア・ベオグラードにて世界室内陸上競技選手権大会開催。
- 3月19日 - 東ティモール大統領選挙1回目投票が行われ、元職のジョゼ・ラモス＝ホルタと現職のフランシスコ・グテレスが2回目投票に進む[59]。
- 3月21日 - 中国東方航空5735便が広西チワン族自治区梧州市藤県の山岳地帯に墜落し、乗員乗客132人全員が死亡[60][61]。
- 3月26日 - マルタ代議院選挙が行われ、与党労働党（英語版）が65議席中38議席を獲得[62]。
- 3月31日 - ドバイ国際博覧会が閉幕[63]。

### 4月
- 4月1日

  - イエメン内戦関連: サウジアラビア主導のスンニ派諸国連合軍とザイド派民兵組織フーシが2か月間の停戦で合意[64]。
  - ロシアのウクライナ侵攻関連: ウクライナの首都キーウからロシア軍が後退し、キーウ北西近郊のブチャに入ったAFP通信の記者が路上で少なくとも20人の遺体を発見、ロシア軍に殺害された約280人を埋葬した集団埋葬地があることも報じられた[65]。
  - フランス全土で、「気候変動対策法」に基づき、カフェを含む飲食店のテラス席にヒーターを置くことを禁止。
- 4月2日 - ロシアのウクライナ侵攻関連: ウクライナ国防次官のハンナ・マリャルは、キーウ市及びキーウ州全域をロシア軍から解放したと発表[66]。
- 4月3日
  - セルビア大統領選挙・国民議会選挙が行われ、現職のアレクサンダル・ヴチッチが再選、与党セルビア進歩党が250議席中95議席を獲得[67]。
  - ハンガリー国会選挙が行われ、与党フィデス＝ハンガリー市民同盟が199議席中120議席を獲得[68]。
  - コスタリカ大統領選挙2回目投票（決選投票）が行われ、前財務大臣のロドリゴ・チャベス＝ロブレスが当選（5月8日就任）[69]。
- 4月7日
  - イエメン内戦関連: イエメン大統領のアブド・ラッボ・マンスール・ハーディーが副大統領のアリー・ムフシン・アル＝アフマル（英語版）を解任し、自身も権限を元内務大臣のラシャード・アル＝アリーミーが率いる大統領指導評議会に移譲する意向を表明。サウジアラビアは支持を表明し、大統領指導評議会に対しフーシに対する和平交渉を開始するよう要請した[70][71]。
  - ロシアのウクライナ侵攻関連: 第11回国際連合緊急特別総会において、国際連合人権理事会におけるロシアの理事国としての資格を停止する決議案が賛成多数で採択[72][73]。
- 4月10日
  - パキスタン首相のイムラン・カーンに対する内閣不信任決議案の採決が行われ、与党パキスタン正義運動の一部造反もあり賛成多数で可決[74][75]。翌11日、パキスタン首相に野党パキスタン・ムスリム連盟ナワーズ・シャリーフ派総裁のシャバズ・シャリフが就任[76]。
  - 2022年フランス大統領選挙1回目投票が行われ、現職のエマニュエル・マクロンと野党国民連合党首のマリーヌ・ル・ペンが2回目投票に進む。
  - フィリピン沖でトロピカル・ストーム「メーギー」（令和4年台風第2号）が発生し、フィリピンにおいて同月16日までに167人の死者・110人の行方不明者を出す[77]。
- 4月12日
  - 新型コロナウイルス感染症関連: ジョンズ・ホプキンズ大学の集計によると、新型コロナウイルス（COVID-19）の感染者が世界全体で5億人を超える。国別ではアメリカ（約8047万人）、インド（約4303万人）、ブラジル（約3016万人）と続く。以前に比べると感染拡大のペースは落ち着いてきているものの、主流株として引き続きオミクロン株（BA.1およびBA.2等）が猛威を振るっている[78][79]。
  - ニューヨーク市地下鉄で銃乱射事件が発生し23人が負傷[80]。
- 4月14日 - ロシアのウクライナ侵攻関連: ロシア黒海艦隊旗艦のミサイル巡洋艦モスクワが損傷を受け曳航中に沈没。ウクライナ側は損傷はネプチューン対艦ミサイルによるものだとしており、事実であれば撃沈された軍艦としては第二次世界大戦以来最大[81][82]。一方、ロシア側は同艦の損傷は弾薬の爆発事故によるものだと述べた[83][84]。
- 4月19日
  - 世界最高齢の存命人物であった田中カ子が119歳107日（長寿歴代2位）で死去し[85]、リュシル・ランドンが世界最高齢の存命人物となる。
  - 東ティモール大統領選挙2回目投票（決選投票）が行われ、元職のジョゼ・ラモス＝ホルタが当選[86]。
- 4月23日 - 日本・北海道知床半島の沖合で乗客乗員26人を乗せた観光船が沈没し、死者18人・行方不明者8人[87][88]。
- 4月24日
  - 2022年フランス大統領選挙2回目投票（決選投票）が行われ、現職のエマニュエル・マクロンが再選[89]。
  - スロベニア国民議会選挙が行われ、2021年に結党された自由運動党（英語版）が90議席中41議席を獲得[90]。
- 4月25日 - 実業家のイーロン・マスクがソーシャル・ネットワーキング・サービス企業のTwitterを440億ドルで買収することを発表[91]。
- 4月27日 - 中央アフリカ共和国大統領府がビットコインを法定通貨として承認[92]。エルサルバドルに続き世界で2か国目。
- 4月28日 - モンテネグロ議会がモンテネグロ首相に前副首相のドリタン・アバゾビッチを選出[93]。

### 5月
- 5月1日〜15日 -  ブラジル・カシアス・ド・スルにて聴覚障害者の総合スポーツ競技大会、第24回夏季デフリンピック（カシアス・ド・スルデフリンピック）開催。
- 5月9日
  - 2022年フィリピン大統領選挙が行われ、元職のフェルディナンド・マルコスの息子であるボンボン・マルコスが当選（6月30日就任）[94]。
  - 2022年スリランカ反政府運動関連: スリランカ首相のマヒンダ・ラージャパクサが政府への大規模な抗議デモが相次いだことを受けて辞任[95]。12日、スリランカ首相に前職のラニル・ウィクラマシンハが就任[96]。
- 5月13日 - アブダビ首長のハリーファ・ビン・ザーイド・アール・ナヒヤーンが薨去し、弟のムハンマド・ビン・ザーイド・アール・ナヒヤーンが即位。翌14日、ムハンマドがアラブ首長国連邦大統領に就任[97]。
- 5月15日
  - ソマリア大統領選挙が行われ、元職のハッサン・シェイク・モハムドが当選（23日就任）[98]。
  - 2022年レバノン総選挙（英語版）が行われ、レバノン軍団が19議席を獲得[99]。イスラム教シーア派武装組織ヒズボラをはじめとする親イラン系勢力が過半数を割り込む[100]。
- 5月21日 - 2022年オーストラリア総選挙が行われ、与党自由党は議席の3分の1を失い敗北[101]。スコット・モリソン首相は敗北宣言とともに党首辞任を発表し、23日、野党労働党党首のアンソニー・アルバニージーが首相に就任[102]。

### 6月
- 6月4日 - 2022年アルバニア大統領選挙（英語版）4回目投票が行われ、アルバニア軍参謀総長のバイラム・ベガイが当選（7月24日就任）[103][104]。
- 6月12日 - 6月19日 - 2022年フランス議会総選挙
- 6月14日 - カナダとデンマークがハンス島の分割領有に合意し、ウイスキー戦争が終結した[105]。
- 6月15日（日本時間16日） - マイクロソフトのウェブブラウザ『Internet Explorer』（現行バージョンは11）のサポートが終了[106]。
- 6月22日 - アフガニスタン東部ホースト州を震源とするマグニチュード5.9の地震が発生。死者1000人以上[107]。
- 6月23日 - 中国の北京でBRICS首脳会議が開催[108]。
- 6月24日 - 合衆国最高裁判所はアメリカ合衆国憲法は中絶の権利を保障していないとして、1973年に人工妊娠中絶を規制するアメリカ国内法を違憲無効としたロー対ウェイド事件（「妊娠を継続するか否かに関する女性の決定はプライバシー権に含まれる」としてアメリカ合衆国憲法修正第14条が女性の堕胎の権利を保障していると初めて判示）を覆す判決を下した[109]。
- 6月26日 - 6月28日 - ドイツのエルマウ城でG7首脳会議[110]。
- 6月30日
  - ペルーで大規模な地すべりが発生[111]。

### 7月
- 7月1日 - 第5代香港特別行政区行政長官に李家超が就任。香港返還25年記念式典も催され、中国共産党中央委員会総書記の習近平も出席[112]。
- 7月2日 - KDDIの運営するauなどで大規模な通信障害が発生。
- 7月8日 - 日本・奈良県奈良市の大和西大寺駅北口で、自民党の安倍晋三元首相が選挙演説中に手製銃で銃撃され[113][114]、同日夕方、死亡が確認された。
- 7月13日 - スリランカのラジャパクサ大統領が同国の経済危機に対する大規模な抗議デモが原因で隣国のモルディブに国外逃亡。同月15日に大統領を辞職する[115]。
- 7月15日〜7月24日 - アメリカ・オレゴン州のユージーンにて世界陸上開催[116]。
- 7月23日 - 世界保健機関（WHO）は欧米を中心に流行しているサル痘について「国際的に懸念される公衆衛生上の緊急事態（PHEIC）」を宣言した[117]。
- 7月31日 - 2011年にウサーマ・ビン・ラーディンが死亡した後、アルカーイダの第2代首長となったエジプトのテロリスト、アイマン・ザワーヒリーが、米国中央情報局によって実施されたアフガニスタンのカーブルでの空爆で死亡した[118]。

### 8月
- 8月2日 - アメリカのナンシー・ペロシ下院議長が台湾を訪問。下院議長が台湾を訪問するのは25年ぶりとなる[119]。
- 8月4日 - ペルーのアニバル・トーレス首相は、ペルー大統領ペドロ・カスティジョに対する複数の犯罪捜査を受けて辞任した[120]。
- 8月9日
  - 2022年パプアニューギニア総選挙。ジェームズ・マラペがパプアニューギニア首相に再選[121]。
  - 2022年ケニア総選挙（英語版）。ウィリアム・ルトがケニアの第5代大統領に選出され、長年の野党党首ライラ・オディンガを破る。この勝利は、オディンガ支持者による抗議と暴力の中で、8月15日に国の選挙監督機関によって認定された[122][123][124]。
- 8月26日 - 新型コロナウイルス感染症関連: ジョンズ・ホプキンズ大学の集計によると、新型コロナウイルス（COVID-19）の感染者が世界全体で6億人を超える。国別ではアメリカ（約9417万人）、インド（約4440万人）、フランス（約3466万人、ブラジルの感染者数を超えた）と続く[125][126]。主流株として引き続きオミクロン株のBA.5などが猛威を振るっている[127]。
- 8月28日 - パキスタンは「気候の大惨事」を宣言し、援助のための資金の国際支援を訴えた。この国の最近の洪水による死者数は1500人を超えており、2017年以来で、世界で最も致命的な洪水となっている[128][129]。
- 8月30日 - 旧ソビエト連邦の最後の最高指導者ミハイル・ゴルバチョフが腎臓疾患のため入院先のモスクワ中央臨床病院で死去した[130]。

### 9月
- 9月1日 - アルゼンチンの首都ブエノスアイレスにて元大統領であり、現副大統領であるクリスティーナ・フェルナンデス・デ・キルチネルを暗殺しようとした暗殺未遂事件が発生[131]。
- 9月5日

  - 2022年7–9月イギリス保守党党首選挙にてリズ・トラスが勝利した後、保守党党首に選出されたことにより、首相に選出された（マーガレット・サッチャー、テリーザ・メイに続く3人目の女性首相）[132]。
- 9月7日 - Apple社が新型iPhoneであるiPhone 14を発表[133]。
- 9月8日 - イギリス・英連邦王国女王のエリザベス2世が静養先であるスコットランドのバルモラル城で老衰により崩御。96歳没[134]。同日、女王の長男チャールズ3世が王位を継承し、イギリス国王に即位した[135]。
- 9月11日
  - パプアニューギニアにてマグニチュード7.6の地震が発生。この地震により12人が死亡した[136]。
  - 2022年スウェーデン総選挙（英語版）が実施され、 リクスダーゲンの349議席すべてが選出された。マグダレナ・アンデション首相は、中道左派が176議席、右派は173議席でわずかに負け、辞任した[137]。
- 9月12日 - アゼルバイジャンの国境地帯でアルメニアと軍事衝突が発生[138]。
- 9月15日 - ウズベキスタンのサマルカンドで上海協力機構首脳会議が開催[139]。
- 9月18日 - 中華民国（台湾）台東県を震源とするマグニチュード6.9の地震が発生[140]。
- 9月19日 - イギリス・英連邦王国女王エリザベス2世の国葬がロンドンのウェストミンスター寺院にて執り行われる、世界各国の代表、王族なども含めて2千名ほどが参列した[141]
- 9月22日 - 日本国政府が24年ぶりに為替介入を実施[142]。同日、財務省の神田眞人財務官が表明した[143]。
- 9月26日 - アメリカ航空宇宙局(NASA)のDARTは、惑星防御の最初のテストで小惑星ディモルフォスに衝突した[144]。
- 9月27日 - 日本の安倍晋三元首相の葬儀が執り行われる[145][146]。
- 9月27～30日 – ハリケーンイアン（英語版）がキューバと米国に影響を与え、両国に壊滅的な被害をもたらし、少なくとも127人が死亡し、キューバ全土を含む数百万人が停電の影響を受けた[147][148]。
- 9月30日 - ロシアのウクライナ侵攻関連: ロシアのウラジーミル・プーチン大統領は、ドネツク州、ルハンスク州、ヘルソン州、ザポリージャの占領地域をロシア連邦に併合する条約に署名する。この併合は、国際社会から国際法違反と見なされている[149][150]。

### 10月
- 10月1日
  - 2022年ラトビア議会選挙（英語版）が行われ、サエイマの議員100人が選出された[151]。
  - インドネシアの東ジャワ州マラン県カンジュルハンスタジアムでの試合後に暴動が発生。少なくとも125人が死亡した[152]。
- 10月2日
  - 2022年ブラジル総選挙が大統領と副大統領、上院の3分の1、下院全体、および多数の州議会と州知事を選出するために行われた[153]。
  - 2022年ブルガリア議会選挙（英語版）がブルガリア議会の40議席すべてを選出するために行われた[154]。
  - 2022年ボスニア総選挙（英語版）が、3人の大統領と下院の42議席すべてを選出するために行われた[155]。
- 10月4日 - 北朝鮮から弾道ミサイル1発が発射された[156]。ミサイルは東北地方上空を通過して排他的経済水域（EEZ）外の太平洋に落下した[156]。政府が全国瞬時警報システム（Jアラート）を発令したのは5年ぶりであった[157]。
- 10月6日 - タイ北東部ノーンブワラムプー県ウタイサワンナクランの児童施設で銃乱射事件が発生。36人死亡[158]。
- 10月14日 - トルコのバルトゥン県アマスラにある炭鉱で爆発が発生。41人が死亡、11人が負傷した[159]。
- 10月16日 - 中国共産党第二十回全国代表大会が開かれ、新しい最高指導部が選ばれる。2018年に中国国家主席の任期制限が撤廃され、習近平党総書記が、異例の3期目続投となった。
- 10月20日 - イギリスのリズ・トラス首相が辞意を表明。
- 10月23日 - 中国共産党第20期中央委員会第1回全体会議（1中全会）が開催され、党総書記（最高指導者）に習近平が再選。その他、最高指導部の党政治局常務委員が選出[160]。
- 10月25日 - イギリスのリズ・トラス首相が辞任、リシ・スナクが首相に就任。
- 10月27日 - アメリカの実業家イーロン・マスクがTwitterを買収[161]。
- 10月28日 - アメリカのナンシー・ペロシ下院議長宅が襲撃され、夫のポール・ペロシが負傷[162]。
- 10月29日
  - 韓国・ソウルの梨泰院で群衆事故が発生。155人が死亡[163]。
  - ソマリア・モガディシュでアル・シャバブによる爆弾テロが発生。100人が死亡、300人以上が負傷[164]。
- 10月30日 - インド・グジャラート州モルビの吊橋が崩落する事故が発生。141人が死亡[165]。

- 10月31日 - 中国が実験モジュール「夢天」を打ち上げ、「中国宇宙ステーション」を完成させる[166]。

### 11月
- 11月1日 - 愛知県長久手市の愛・地球博記念公園敷地内にスタジオジブリの世界観を再現した「ジブリパーク」が開業。日本国内のみならずアジア、欧米、中東[167]など世界のジブリファンが訪れることになる。
- 11月2日 - エチオピア政府とティグレ人民解放戦線がティグレ紛争の停戦に合意[168]。
- 11月3日 - パキスタンでイムラン・カーン前首相の暗殺未遂事件が発生。
- 11月6日 - 第27回気候変動枠組条約締約国会議がエジプトで19日まで開催[169]。
- 11月11日 - 仮想通貨取引所のFTXが連邦破産法11条の適応を申請し経営破綻した[170]。
- 11月15日
  - ウクライナが発射したミサイルがポーランド東部の村に着弾し、2人が死亡[171]。 ロシアがウクライナ侵攻を開始して以降、NATOの加盟国内で初めて死者が出た出来事となった[172]。
  - インドネシアのバリ島で第17回G20首脳会議が開幕。同月16日には首脳宣言を採択し閉幕[173]。
  - 第27回国際度量衡総会（CGPM）がフランス・パリで18日まで開催[174]。決議案として新たに4つのSI接頭語（1027: ロナ (ronna, 記号: R) 、1030: クエタ (quetta, 記号: Q) 、10-27: ロント (ronto, 記号: r) 、10-30: クエクト (quecto, 記号: q)）が提出され、1991年以来31年ぶりに追加された[175][176][177]。
  - 国連経済社会局（UNDESA）人口部が本年7月11日に発表した「世界人口推計2022年版」によると、この日に世界人口が80億人に到達すると予測されている[178][179]。
- 11月20日 - 12月18日 - 2022 FIFAワールドカップ カタール大会開催。中東では初開催となり、また冬季開催も初である[180]。
- 11月21日 - インドネシア西ジャワ州でM5.6の地震が発生[181]。少なくとも321人以上が死亡[182]。
- 11月28日 - 世界保健機関がサル痘の英語名称を「mpox」に改めるとの声明を発表[183]。

### 12月
- 12月7日
  - ペルーのペドロ・カスティジョ大統領が自主クーデター（英語版）に失敗し議会から罷免される。同日には現職副大統領のディナ・ボルアルテを大統領とする新政権が樹立された[184]。
  - ドイツの極右活動家ら25人が政権転覆を企てたとして逮捕された[185]。
  - 中国が新型コロナウイルス感染症対策の大幅緩和を発表[186]。
- 12月13日 - アメリカで同性婚の権利保護法が成立[187]。
- 12月19日 - オランダの首相マルク・ルッテが演説の中で、16世紀から17世紀にかけて植民地で運用した奴隷制について、「人道に対する罪」であったと述べ、公式に謝罪した[188]。
- 12月31日 - 前ローマ教皇のベネディクト16世がバチカンの修道院で死去[189]。

## 周年
- ユーロ硬貨及びユーロ紙幣の流通開始から20年（1月）。
- マルグレーテ2世女王（デンマーク）即位から50年（1月）。
- エジプト独立から100年（2月）。
- エリザベス2世 女王 （イギリス連邦王国）即位から70年（2月）。
- ダーウィン空襲から80年（2月）。
- ニクソン大統領の中国訪問から50年（2月）。
- アメリカ合衆国初の有人地球周回飛行から60年（2月）。
- Xboxの発売から20年（2月）。
- 満洲国成立から90年（3月）。
- ヨシフ・スターリンのロシア共産党書記長選出から100年（4月）。
- 川端康成（ノーベル文学賞受賞者）死去から50年（4月）。
- フォークランド紛争から40年（4月）[190]。
- 沖縄返還から50年（5月）。
- アイルランド内戦から100年（6月）。
- ムハンマドによるヒジュラ（聖遷）から1400年（7月）。
- ルックイースト政策誕生から40年（7月）[191]。
- ミュンヘンオリンピック事件から50年（9月）。
- マゼラン艦隊が史上初の世界一周を成し遂げてから500年（9月）。
- 日中国交正常化から50年（9月）[192]。
- キューバ危機から60年（10月）。
- べニート・ムッソリーニのイタリア首相就任から100年（10月）。
- スルタン制廃止から100年（11月）。
- ツタンカーメン王墓発見から100年（11月）。
- アポロ17号の打ち上げから50年（12月）。
- ソビエト連邦成立から100年（12月）。

## 政治
- 当年実施見込みの各国元首等の選挙（【】内は任期満了日）

## 科学、テクノロジー
- 12月11日 -  アルテミス計画を見据えたNASAの月試料収集プロジェクトに参加する日本の宇宙ベンチャーispaceが、民間初となる月面探査プログラム「HAKUTO-R」の最初のミッションで、月面着陸船により月の表土サンプルを収集する計画[193][注 1]。

形式科学、数学
- 6月30日　- 日本の京都大学の研究者望月新一がABC予想の証明に完全に成功したという論文が数学界に認められ、この日の学術誌に掲載[195]。

テクノロジー
en:Category:2022 in technologyも参照
登場した技術
- ChatGPT - アメリカのOpenAI社が2022年11月30日に公開した生成AIのChatGPTは、大規模言語モデル（LLM）に膨大な量の知識を学習させたもので、チャット方式で自然な言語で人間と自然なやりとりができるうえに人間の学者もかなわないほど知識が豊富なことで大評判となり、猛スピードで世界中に広がり、4日後の12月4日には世界の利用者が100万人を超え、2か月後の2023年1月には1億人を突破した。

終了した技術
- 11月17日 - 本田技研工業の高級スポーツカー「NSX（2代目）」が生産終了[196]。

## 芸術・文化・スポーツ
ハイカルチャー、サブカルチャー、スポーツなど幅広く

### 文学
en:2022 in literature（2022年の文学、英語版）
en:Category:2022 in literature（2022年の文学のカテゴリ、英語版）

### 舞台
en:Category:2022 in theatre（2022年の舞台作品のカテゴリ、英語版）

### ゲーム

#### コンピューターゲーム
Category:2022年のコンピュータゲームも参照
- 1月18日、マイクロソフト社がゲームソフトウェア開発企業のアクティビジョン・ブリザードを687億ドル6（約7兆8700億円）で買収することを発表[197]。この買収によりマイクロソフトはテンセントとソニーに続いて、世界で3番目に大きなゲーム事業を持つことになり[198]、「コール・オブ・デューティ」や「オーバーウォッチ」といった人気ゲームシリーズの所有してXboxの競争力を高め[198]、成長めざましく今や世界最多のゲーム機となっているスマートフォンによるゲームでアップストアを経由せずにプレイできるゲームを提供することも視野に入れている[199]。
- 1月28日 - 『ポケットモンスター』シリーズの最新作『Pokémon LEGENDS アルセウス』（Nintendo Switch）が株式会社ポケモンから発売された。
- 9月9日 - 『スプラトゥーン』シリーズの最新作となる、『スプラトゥーン3』（Nintendo Switch）が任天堂から発売された[200]。
- 11月18日 - 『ポケットモンスター』シリーズの最新作『ポケットモンスター スカーレット・バイオレット』（Nintendo Switch）が株式会社ポケモンから発売された。

#### ボードゲーム
- en:2022 in chess（2022年のチェス界の動向、英語版）

### スポーツ
- 2022年北京オリンピック（冬季オリンピック）
- 2022 FIFAワールドカップ カタール大会（中東初開催）[180]。
- 2022年世界陸上競技選手権大会

など

## 死去
- 5月29日 - ロニー・ホーキンズ、アメリカ合衆国のロックンロール歌手（* 1935年）

## ノーベル賞
- 物理学賞：アラン・アスペ、アントン・ツァイリンガー、ジョン・クラウザー
- 化学賞：キャロライン・ベルトッツィ、モーテン・P・メルダル、バリー・シャープレス
- 生理学・医学賞：スバンテ・ペーボ
- 文学賞：アニー・エルノー
- 平和賞：アレシ・ビャリャツキ、メモリアル、市民自由センター
- 経済学賞：ベン・バーナンキ、ダグラス・W・ダイアモンド、フィリップ・ディビッグ